# Masasteron complector
Masasteron complector là một loài nhện trong họ Zodariidae.
Loài này thuộc chi Masasteron. Masasteron complector được Barbara C. Baehr miêu tả năm 2004.